# Tadija Smičiklas

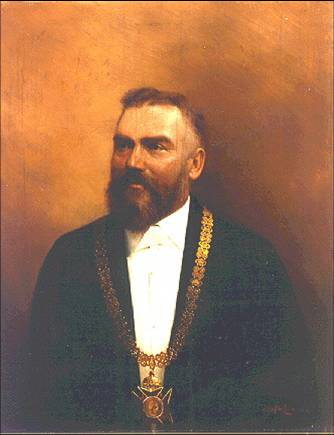
Tadija Smičiklas

 Tadija Smičiklas  (* 1. Oktober 1843 in Reštovo, Kaisertum Österreich, heute Kroatien; † 8. Juni 1914 in Zagreb, Königreich Kroatien und Slawonien, Österreich-Ungarn, heute Kroatien) war ein kroatischer Historiker, Schriftsteller und Politiker.

## Leben
Tadija Smičiklas wurde im Jahre 1843 in der Ortschaft Reštovo, im kroatischen Žumberak gelegen, geboren.  Konfessionell entstammte er aus einer griechisch-katholischen Familie. Smičiklas besuchte zunächst in Sošice die dortige Grundschule. Danach zog er nach Zagreb-Gornji Grad und erhielt seine weitere Schulausbildung im bischöflichen Gymnasium des griechisch-katholischen Bistums Križevci.
Nach seiner Schulzeit verspürte Smičiklas den Wunsch, politisch aktiv zu werden. Dieser Wunsch wurde erstmals von seinem Gymnasiallehrer, Professor Matija Mesić, der Präsident des kroatischen Kulturvereins Matica hrvatska war, genährt und den Smičiklas als sein Vorbild ansah.
Nach seiner Studienzeit in Wien und Prag, bezogen auf das Fachgebiet Politische Geschichte, war Smičiklas als Dozent im Fach Geschichte in den Städten Rijeka und Osijek lehramtlich kurzfristig tätig gewesen, ebenfalls ab dem Jahre 1873 in Zagreb. Ebenda erstellte Smičiklas ein bedeutendes Geschichtswerk über sein Heimatland. Dieses wurde in zwei Bänden im Jahre 1879 und 1882 veröffentlicht. Dieses Werk wird als erste Gesamtgeschichtszusammenfassung über die Kroaten in seinem Heimatland angesehen.
Durch den kroatischen Slawisten Ljudevit Gaj, wie auch durch die in jener Zeit kroatisch geprägte Illyrische Bewegung bestärkt, wurde Smičiklas für diese Bewegung erstmals politisch tätig. In dieser Zeit lernte er bald darauf auch den kroatischen Schriftsteller August Šenoa kennen. Tadija Smičiklas wurde Präsident des kroatischen Kulturvereins „Matica hrvatska“ und beerbte in dieser Funktion seinen Gymnasiallehrer Matija Mesić. Es folgte die Präsidentschaft in der Jugoslawischen Akademie der Wissenschaften und Künste. Zudem war Smičiklas Abgeordneter im kroatischen Sabor.
Tadija Smičiklas blieb stets seiner Heimat, dem heutigen Kroatien, wie auch seiner Heimatregion Žumberak sehr verbunden. Er setzte sich politisch nicht nur im Kroatischen Parlament als Abgeordneter, sondern in vielen seiner Werke für ein mögliches selbständiges kroatisches Staatswesen ein. Auch seinen Vorfahren, den Uskoken, widmete er einige Werke.
Tadija Smičiklas verstarb am 8. Juni 1914, im Alter von 71 Jahren, in Zagreb und wurde auf dem Mirogoj-Friedhof beerdigt.

## Publikationen (Auswahl)
- (Hrsg.): Codex diplomaticus Regni Croatiae, Dalmatiae et Slavoniae, 18 Bde., Bd. I (503–1102), Zagreb 1874 (Digitalisat, Bd. I); Bd. II  (1102–1200), Zagreb 1876 (Digitalisat, Bd. II); Bd. XVIII (1395–1399), Zagreb 1990 (academia.edu)